# Cornon
Cornon (alternative Schreibweise: „Kornon“) bezeichnet ein sehr lautes und weitmensuriertes Militär- oder auch Kavallerie-Waldhorn, das von Václav František Červený in den Handel gebracht wurde. Es gab Varianten in Tuba-, Ellipsen-, Halbellipsen- oder Helikonform mit drei Zylinder- oder Pumpventilen. Im Jahr 1846 wurde ein F-Bass herausgebracht, 1872 ein ganzes Konrnonregister aus Alt, Tenor, Bass und Kontrabass in der Es-Stimmung.